# 阿耳忒弥斯神庙

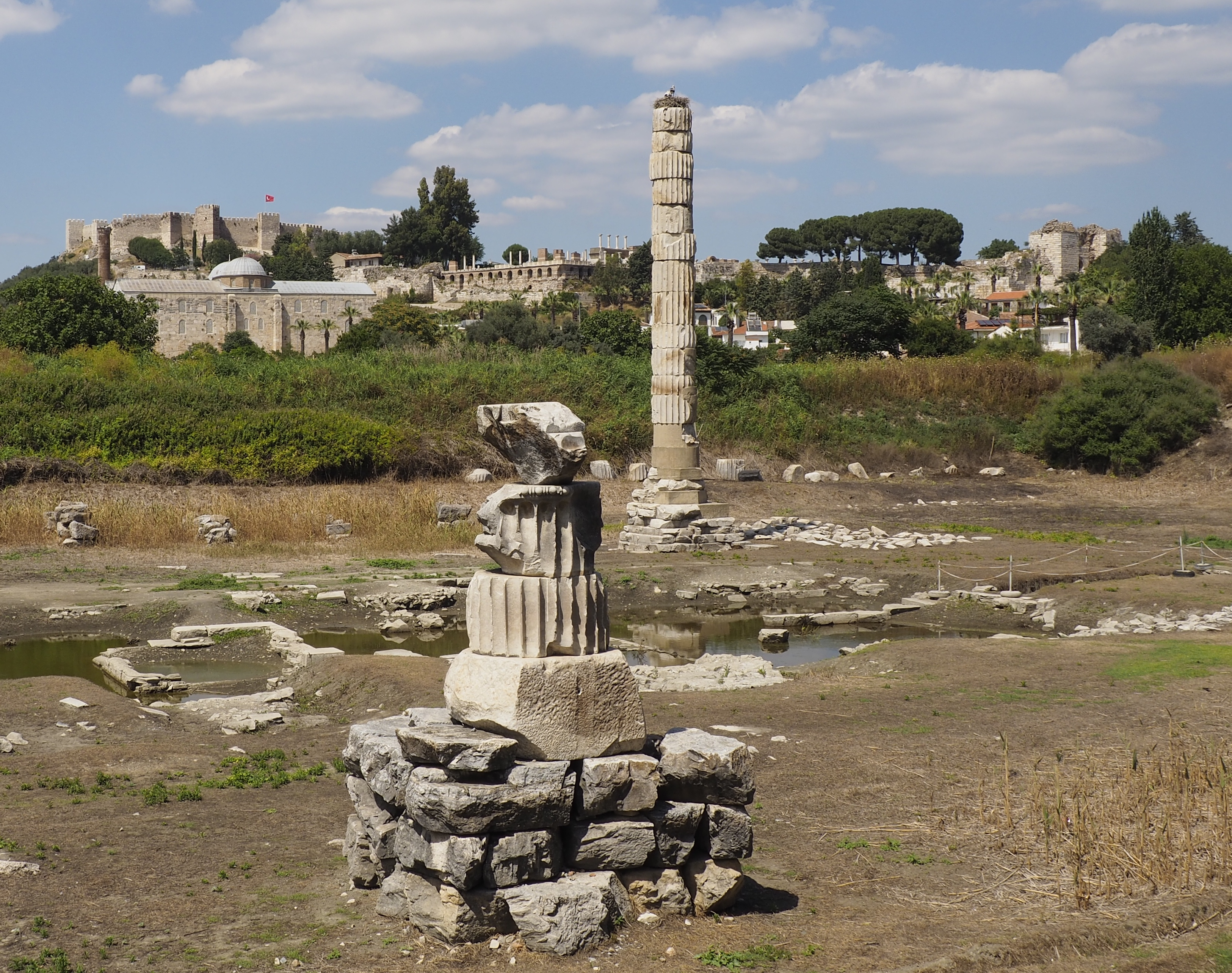
神殿今貌

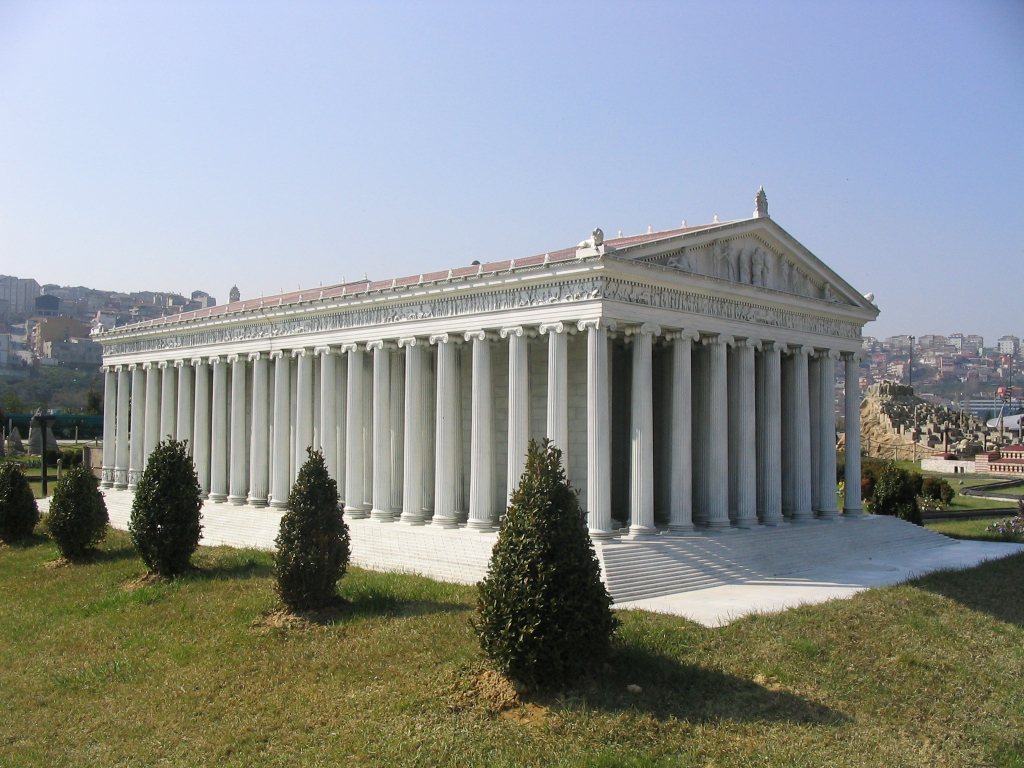
位于土耳其伊斯坦布尔迷你土耳其的阿尔忒弥斯神庙模型

37°56′59″N 27°21′50″E / 37.94972°N 27.36389°E
阿耳忒弥斯神殿（希臘語：Ναός της Αρτέμιδος στην Έφεσο）是希腊神话中女神阿尔特弥斯的神殿（《圣经》翻作亚底米，即罗马神话的月亮女神狄安娜，故也有资料称之为狄安娜神庙），是古代世界七大奇迹之一。神庙位於希腊人在小亚细亚建立的城镇以弗所（今土耳其塞尔丘克附近）。公元前7世纪，原地旧有的建筑毁于洪水。大约于公元前550年由吕底亚王国的克罗索斯王发动重建，大约一百余年后在波斯的阿契美尼德帝国时完成。

### 位置和历史
阿耳忒弥斯神庙（Artemision）位于土耳其古城以弗所附近，距离现代港口城市伊兹密尔以南约 75 公里（47英里）。如今，该地点位于现代城镇塞尔丘克的边缘。
以弗所的圣地（Temenos）比阿耳忒弥斯神殿本身还要古老。保萨尼亚斯确信它比爱奥尼亚移民早很多年，甚至比位于迪迪马（Didyma）的阿波罗神谕神殿还要古老。 他说，该城的前爱奥尼亚居民是勒莱格斯人和吕底亚人。卡利马科斯在他的《阿耳忒弥斯赞美诗》中将以弗所最早的泰米诺斯归因于亚马逊人，他想象这些传奇女战士的宗教活動已经以她们的主母女神阿耳忒弥斯的形象（布雷塔斯，bretas）为中心。保萨尼亚斯相信这座神庙的历史早于亚马逊人。
公元前356年7月21日，希腊人黑若斯達特斯為了讓自己的名字永載史冊，纵火焚毀神殿。传说亚历山大大帝恰好在同一天誕生。公元前323年，神殿开始重建，规模超过以前，长425英尺长，宽230英尺，有126根高60英尺的大理石柱。重建后的神殿矗立了大约六百年。公元262年，神殿被哥特人损坏，之后是否曾重建或重修尚不清楚。1869年考古学家约翰·图尔特·伍德发现了阿提蜜絲神殿遗址，发掘工作一直持续到1874年。今日的阿耳忒弥斯旧址处，人们用发掘出的大理石拼成了一根石柱作为标记。